# Tour Séquoia
La tour Séquoia (anciennement tour Esplanade), est un gratte-ciel de bureaux situé dans le quartier d'affaires de La Défense, en France (précisément à Puteaux).

## Spécificités architecturales

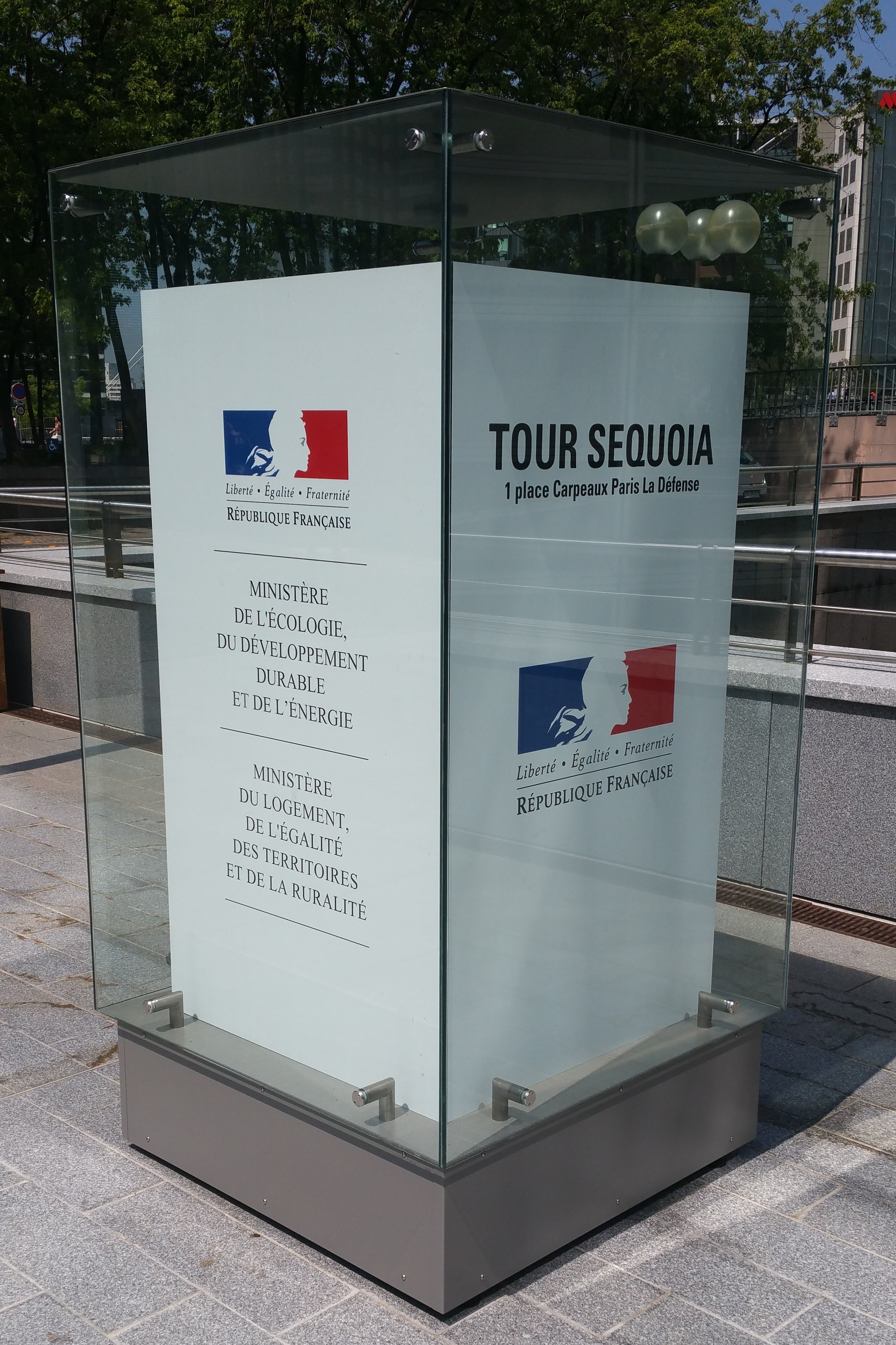

Cette tour, construite en 1990 par les architectes Nicolas Ayoub, Michel Andrault et Pierre Parat, est la propriété de l’État français depuis le 30 juin 2015.
Elle comporte 33 étages offrant environ 53 600 m2 de surface locative et deux niveaux de parking.
La tour Séquoia a été la première de la Défense à avoir une façade courbe « tendue » par une façade rectiligne. Cette forme sera par la suite employée plusieurs fois à la Défense (CBC, Kupka, La Pacific, tours Société générale, tour CBX).
Surplombant le boulevard circulaire et la ligne de chemin de fer, l'immeuble a été conçu comme une sorte de campanile du CNIT tout proche.

## Usages
La tour est d'abord utilisée par la société informatique Bull
À partir de mai 1996, après le départ de Bull, SFR y regroupe progressivement ses salariés. La Tour prend le nom de « Tour Esplanade » mais l'Établissement public pour l'aménagement de la région de la Défense (EPAD) exige le changement de nom pour éviter la confusion avec la station de métro Esplanade de la Défense située à l'autre extrémité du quartier d'affaires. 
En 1998, SFR renomme la tour Séquoia au moment où Cegetel, la division de téléphonie fixe de SFR, s'installe dans une nouvelle tour, portant également un nom d'arbre : la tour Cèdre.
SFR quitte la tour Séquoia en 2013 pour rejoindre un nouveau campus construit à Saint-Denis.
Depuis le 1er juillet 2014, la tour Séquoia, héberge une partie de l'administration centrale du ministère de l'Écologie.